# Ametastegia pallipes
Ametastegia pallipes är en stekelart som först beskrevs av Maximilian Spinola.  Ametastegia pallipes ingår i släktet Ametastegia och familjen bladsteklar. Arten är reproducerande i Sverige. Inga underarter finns listade i Catalogue of Life.